# Josef Scheinast
Josef Scheinast (* 17. August 1960 in Vöcklabruck) ist ein österreichischer Politiker (Grüne) und Geschäftsführer. Er war von 2013 bis 2023 Abgeordneter zum Salzburger Landtag.

## Biographie
Scheinast besuchte das Gymnasium und lebte bis zu seiner Matura 1978 in Vöcklabruck. Danach übersiedelte er nach Salzburg, wo er an der Universität Salzburg ein Lehramtsstudium begann aber nicht abschloss. Er ist mittlerweile gemeinsam mit seiner Gattin Hälfte-Eigentümer und seit 1991 alleiniger Geschäftsführer der Firma Die Wohnwerkstatt GmbH, eine Öko-Tischlerei sowie Klimabündnisbetrieb. Politisch ist Scheinast seit 2004 in der Grünen Wirtschaft Salzburg aktiv, seit 2010 ist er deren Landessprecher. Er engagiert sich seit 2005 in der Wirtschaftskammer und war von 2008 bis 2016 Vorsitzender des Bundesländerausschusses der Grünen Wirtschaft. Scheinast ist verheiratet und Vater eines Sohnes und einer Tochter.
Nach der Landtagswahl in Salzburg 2023 schied er aus dem Landtag aus.